# Улица 40 лет Победы (Ижевск)
У́лица 40 лет Побе́ды (удм. Вормонлы 40 ар урам) — крупная магистральная улица в Ижевске. Расположена в Первомайском районе, одновременно являясь границей между Устиновским и Индустриальным районами. Направлена с севера на юг от перекрёстка с улицами 10 лет Октября и Автозаводской до перекрёстка с улицами Орджоникидзе и Камбарской. Протяжённость улицы 4,1 километра.
Пересекает улицу Ленина.
Справа примыкает улица Ухтомского.
Слева примыкают улицы: Татьяны Барамзиной, Труда, Профессора Н. Ф. Рупасова, проспект Калашникова, Первомайская и Красногорская улица.

## История
Сама улица образовалась в конце 1970-х годов, как западная граница нового спального района Ижевска Аэропорт. Официально улица получила нынешнее название уже 28 апреля 1985 года (до этой даты все жилые дома на будущей улице 40 лет Победы имели адрес: ул. 10 лет Октября) решением исполкома горсовета в честь празднования сорокалетия победы Советского союза в Великой Отечественной войне.
С середины 2000-х микрорайон А-10 жилого района Аэропорт застраивается многоквартирными домами индивидуального проекта.
В 2016 году улица 40 лет Победы удостоилась символического «Дорожного Оскара» от городской газеты «Центр», как самая разбитая дорога Ижевска по мнению читателей.

## Здания и сооружения
К улице 40 лет Победы относятся все дома 1-го микрорайона жилого района Аэропорт с дома № 50 (то есть от улицы Ленина на север в сторону проспекта Калашникова) по дом № 82 и западная часть микрорайонов А-9 и А-10 (жилой район Аэропорт) с дома № 90 (также от улицы Ленина, но на юг в сторону Камбарской улицы) по дом № 144. Основу всех домов на улице 40 лет Победы составляют типовые панельные дома.

## Парки и скверы
Вдоль западной стороны улицы проходит полоса лесопосадки сосны, которая выполняет функции городского озеленения, а также играет роль рекреационной зоны для жителей района. В логу находится исток речки Чемошурка. Кроме того, в 2017 году запланировано открытие благоустроенного сквера на перекрёстке улиц 40 лет Победы и Татьяны Барамзиной.

## Транспорт
На всём своём протяжении улица является шестиполосной магистралью, разделённая газонным ограждением. По улице проходит ряд маршрутов общественного транспорта Ижевска:
- троллейбусные маршруты — 2, 4д, 6д, 10;
- автобусные маршруты — 25 и 49 маршрут.

Также вдоль западной стороны улицы начиная от улицы Ленина до улицы 10 лет Октября проходит трамвайная линия маршрутов − , , . Это часть линии задумывалась и проектировалась как линия скоростного трамвая, однако позже она стала частью уже имевшейся системы обычного трамвая.